# Summer World University Games 2025/Teilnehmer (Tadschikistan)
| Gelbes Symbol für Goldmedaillen mit stilisierten Olympischen Ringen | Graues Symbol für Silbermedaillen mit stilisierten Olympischen Ringen | Braundes Symbol für Bronzemedaillen mit stilisierten Olympischen Ringen |
| ------------------------------------------------------------------- | --------------------------------------------------------------------- | ----------------------------------------------------------------------- |
| —                                                                   | —                                                                     | —                                                                       |

Tadschikistan nahm an den Summer World University Games 2025 vom 16. bis zum 27. Juli mit 4 Athleten (3 Männer und 1 Frau) teil.

## Teilnehmer nach Sportarten

### Judo
Männer
- Rizoev Shodmon

### Leichtathletik
| Männer - Abubakr Nosirov - Muhammadriso Mirsosoda | Frauen - Diana Abdulloeva |